# Chaya Mushka Schneerson
Chaya Mushka (Moussia) Schneerson (in ebraico חיה מושקא שניאורסון‎?; Lëzna, 16 marzo 1901 – New York, 10 febbraio 1988) è stata una personalità ebrea ortodossa bielorussa, moglie del settimo e ultimo Rebbe Lubavitcher, Rabbi Menachem Mendel Schneerson.
Era la seconda di tre figlie del sesto Rebbe, Rabbi Yosef Yitzchok Schneersohn. Chiamata col nome della moglie del terzo Rebbe (Rabbi Menachem Mendel Schneersohn).

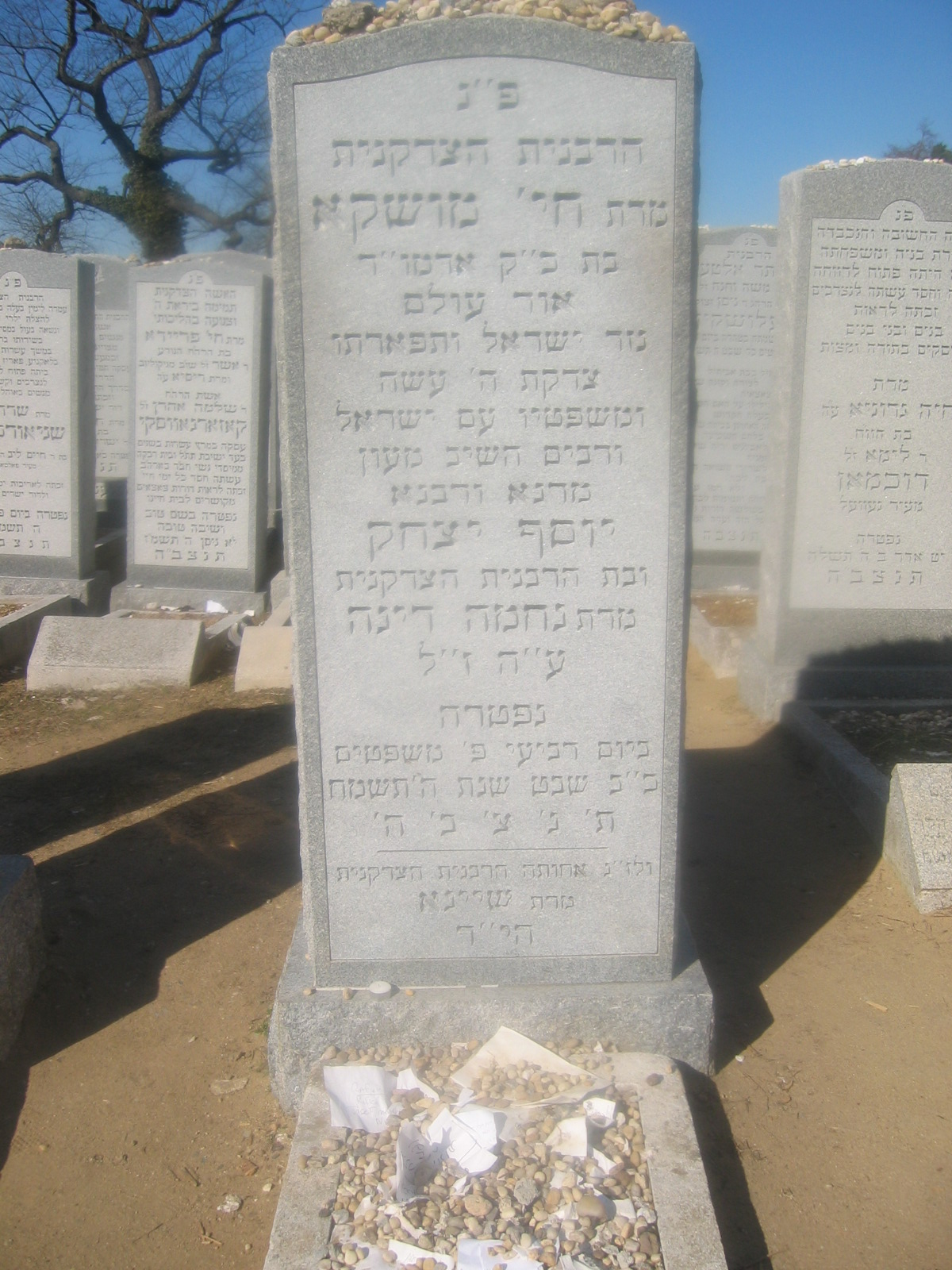
Tomba Schneerson a Queens, New York.

Subito dopo la sua morte, il Rebbe ha fondato un'organizzazione caritatevole a suo nome, che opera nel campo dell'istruzione femminile.